# 2025 год в Афганистане

## События

### Январь
21 января – Талибы объявили об освобождении двух американских граждан в обмен на деятеля Талибана Мухаммада Хана, арестованного в провинции Нангархар и заключенного в тюрьму в США. 
Гражданин Китая был убит в результате нападения на его автомобиль группировки, называющей себя Национальным мобилизационным фронтом. Нападение произошло в провинции Тахар.

### Февраль
1 февраля – Британская пара, проживающая в Бамиане, была арестована Талибаном при неустановленных обстоятельствах.
2 февраля – Боевик Талибана открыл огонь по комплексу ООН в Кабуле, тем самым ранив охранника, после чего был найден мертвым при нераскрытых обстоятельствах. Правительство Талибана приписывает инцидент к «недоразумению».
4 февраля – Талибы отдают приказ о приостановке работы женской радиостанции под названием Radio Begum за «несанкционированную поставку» контента и программ зарубежному телеканалу.
6 февраля – Турция отзывает аккредитацию афганских дипломатов которые представляли правительство до 2021 года. 
11 февраля – Пять человек погибли в результате теракта террориста-смертника возле банка в провинции Кундуз.
13 февраля – Один человек погиб, и три получили ранения, в результате теракта террориста-смертника на территории Министерства городского развития и жилищного строительства в Кабуле.
17 февраля – Правительство Талибана впервые с момента прихода к власти совершает дипломатический визит в Японию.
24 февраля – Талибан объявил об аресте китайско-американской гражданки и ее переводчика за использование беспилотника без разрешения. Впоследствии она была освобождена 29 марта.
26 февраля – По меньшей мере 36 человек погибли, и около 40 были ранены, в результате сильного дождя и снежных бурь по всей стране.

### Март
3 марта – Афганский солдат был убит во время столкновений с пакистанскими войсками на пограничном переходе Торкхам.
20 марта – Талибан объявил об освобождении американского туриста Джорджа Глезмана, которого удерживали в стране с 2022 года. Он был освобождён после переговоров при посредничестве Катара.
23 марта – Талибан объявил об отмене вознаграждений, назначенных Соединенными Штатами за трех высокопоставленных чиновников, а именно министра внутренних дел Сираджуддина Хаккани, Абдула Азиза Хаккани и Яхью Хаккани.

### Май
11 мая – Талибан объявил о запрете шахмат по всей стране, ссылаясь на опасения по поводу ее связи с азартными играми.

## Праздники
Ниже приведен список праздников Афганистана в 2025 году
14 февраля – День освобождения
1 марта – Рамадан
30 марта-1 апреля – Ураза-байрам
28 апреля – День Победы Моджахедов
1 мая – День труда
5 июня – День Арафата
6-8 июня – Курбан-байрам
5–6 июля – Ашура
15 августа – Годовщина возвращения к власти
19 августа – День независимости Афганистана
31 августа – День вывода американских войск
4 сентября – Мавлид

## Умерли
23 января — Али Реза Асахи, хазарейский боксёр и бодибилдер